# Diego De Ascentis
Diego De Ascentis (ur. 31 lipca 1976 w Como) – włoski piłkarz występujący najczęściej na pozycji lewego pomocnika.

## Kariera klubowa
Diego De Ascentis zawodową karierę rozpoczął w 1995 w Como Calcio. Latem 1996 przeszedł do Bari, gdzie od razu wywalczył sobie miejsce w podstawowej jedenastce i w debiutanckim sezonie rozegrał 31 meczów. W barwach ekipy „Galletti” De Ascentis wystąpił łącznie w 86 ligowych pojedynkach, po czym 15 września 2000 trafił do Milanu. Zajął z nim trzecie miejsce w Serie A, jednak po zakończeniu rozgrywek odszedł do Torino FC. W drużynie „Granata” włoski pomocnik szybko znalazł sobie miejsce w wyjściowym składzie. Wraz z zespołem zajął pierwsze miejsce w Serie B i awansował do najwyższej klasy rozgrywek w Italii. W sezonie 2002/2003 Torino w Serie A zajęło dopiero osiemnastą lokatę i znów przyszło jej grać w drugiej lidze.
Podczas rozgrywek 2005/2006 De Ascentis był zawodnikiem Livorno. Zajął z nim szóste miejsce w ligowej tabeli i wywalczył awans do Pucharu UEFA. Po sezonie, 7 lipca 2006 powrócił jednak do Torino, które podczas jego nieobecności znów awansowało do Serie A. W letnim okienku transferowym w 2007 De Ascentis podpisał trzyletni kontrakt z Atalantą. W ekipie „Nerazzurrich” ligowy debiut zaliczył 26 sierpnia w zremisowanym 1:1 wyjazdowym meczu z Regginą.
W lipcu 2009 kontrakt De Ascentisa z Atalantą wygasł i Włoch został wolnym zawodnikiem. 8 października powrócił jednak do Atalanty BC na zasadzie wolnego transferu i grał w niej do końca sezonu 2009/2010, w którym klub z Bergamo spadł do drugiej ligi. 18 października strzelił gola w wygranym 3:1 wyjazdowym spotkaniu z Udinese Calcio.

## Kariera reprezentacyjna
W latach 1996–1997 De Ascentis występował w młodzieżowych reprezentacjach Włoch. Dla drużyny do lat 21 rozegrał pięć spotkań, a w barwach zespołu do lat 23 wystąpił w czterech meczach Igrzysk Śródziemnomorskich 1997.